# 로버트 아라마요
로버트 아라마요(영어: Robert Aramayo, 1992년 11월 6일 ~ )는 잉글랜드의 배우이다.

## 출연 작품
- 갤버스턴 - 트레이 역
- 엠티맨 - 가렛 역
- 스트레이 돌스 - 지미 역
- 수어사이드 투어리스트